# Загайнов, Степан Тарасович
Степан Тарасович Загайнов (1921—1945) — лейтенант Рабоче-крестьянской Красной Армии, участник Великой Отечественной войны, Герой Советского Союза (1945).

## Биография
Степан Загайнов родился в 1921 году в селе Шахи (ныне — Павловский район Алтайского края). Окончил семь классов школы и курсы нормировщиков в школе фабрично-заводского ученичества в Новосибирске, после чего работал техником-нормировщиком на станции Белово Томской железной дороги. В сентябре 1941 года Загайнов был призван на службу в Рабоче-крестьянскую Красную Армию. Принимал участие в боях на Карельском и 1-м Украинском фронтах. В 1943 году окончил Горьковское танковое училище. Участвовал в освобождении Украинской ССР и Польши. К январю 1945 года гвардии лейтенант Степан Загайнов командовал танком Т-34 126-го танкового полка 17-й гвардейской механизированной бригады 6-го гвардейского механизированного корпуса 4-й танковой армии 1-го Украинского фронта. Отличился во время освобождения Польши.
14-15 января 1945 года в боях под городом Кельце Загайнов огнём своего танка уничтожил 1 немецкий танк, 2 штурмовых орудия, 3 бронетранспортёра, около взвода вражеской пехоты. С берега Одера он подбил немецкий пароход с пехотой и подавил несколько десятков огневых точек противника. 25 января 1945 года он переправился через Одер в районе Кёбена (ныне — Хобеня, Польша) и принял активное участие в захвате плацдарма на его западном берегу. 4 февраля 1945 года Загайнов погиб в бою. Похоронен в пригороде Берлина.
Указом Президиума Верховного Совета СССР от 10 апреля 1945 года за «умелое выполнение боевых задач, отвагу и героизм, проявленные в боях с немецкими захватчиками» гвардии лейтенант Степан Загайнов посмертно был удостоен высокого звания Героя Советского Союза. Также был награждён орденами Ленина и Красной Звезды, рядом медалей.